# Hjemmeværnskommandoen
Hjemmeværnskommandoen (forkortet HJK) er Hjemmeværnets øverste instans og er direkte underlagt Forsvarsministeriet.
I krise- og krigstid overgår den overordnede kontrol af Hjemmeværnet til Forsvarskommandoen. I HJK sidder to chefer, en militært udnævnt generalmajor, der har det operative ansvar og kommando samt en politisk udnævnt chef, Den Kommitterede for Hjemmeværnet, der er ansvarlig for forholdet til offentligheden, hvervning og markedsføringen af værnet.

## Kommitterede for Hjemmeværnet
- 1948-1972: Frode Jakobsen[2]
- 1972-1977: Poul Søgaard[3]
- 1977-1982: Knud Damgaard[4]
- 1982-1984: Poul Søgaard[3]
- 1984-1993: Ole Bernt Henriksen[5]
- 1993-1997: Peder Sønderby[6][7]
- 1997-2000: Poul Andersen[8]
- 2001-2004 : Erling Christensen[9]
- 2005-2009 : Ulrik Kragh[10]
- 2009-2013: Jens Hald Madsen[2][11]
- 2013-2017: Bjarne Laustsen[12]
- 2017-2022: Søren Espersen[13]
- 2022-2023: Søren Gade[14]
- 1. marts 2023-19. januar 2024: Torsten Schack Pedersen[15]
- 19. januar 2024- : Hans Andersen[16]